# حدبه الجانح (المغربة)

تعديل مصدري - تعديل

حدبه الجانح هي إحدى قرى عزلة نيسا بمديرية المغربة التابعة لمحافظة حجة، بلغ تعداد سكانها 723 نسمة حسب تعداد اليمن لعام 2004.